# Antigua Fábrica de Harinas de Getafe
La Antigua Fábrica de Harinas de Getafe es un edificio de estilo neomudéjar que fue construido hacia 1920 en la calle Ramón y Cajal número 22 de Getafe (Comunidad de Madrid). Alberga el espacio cultural conocido como Centro de las Artes Ciudad de Getafe donde se encuentra el Teatro Federico García Lorca, así como diversos espacios expositivos.

## Descripción
En el proyecto original, constaba de tres cuerpos rectangulares anexos, de los cuales el edificio central albergaba la maquinaria de molienda, mientras que el derecho servía para almacenar el trigo y el izquierdo para guardar la harina. Las plantas eran diáfanas en su interior y poseían un acceso independiente desde el exterior. La fachada central es de ladrillo, con vanos de arco rebajado, enmarcados por resaltes del mismo material que rematan en unas ménsulas de piedra caliza.  espacio cultural conocido como Centro de las Artes Ciudad de Getafe que alberga al Teatro Auditorio Federico García Lorca, así como diversos espacios expositivo.
El edificio de la Antigua Fábrica de Harinas de Getafe se construyó en 1920 por el ingeniero Hilario de Francisco Cifuentes. A finales de los 90, tras años de trabajos de rehabilitación llevados a cabo por los alumnos-trabajadores de varias escuelas taller y casas de oficio, volvió a abrirse, ya no como fábrica, sino reconvertida en teatro.
Las obras de transformación estuvieron dirigidas por el arquitecto José María Pérez (Peridis). En su intervención participó también la empresa Construcciones y Promociones García, S.L. El resultado de la rehabilitación fue un teatro-auditorio dispuesto a la italiana, es decir, con planta en forma de herradura. Su aforo es de 675 espectadores. De las tres naves con las que contaba la antigua fábrica fue la de la derecha la que se reconvirtió en teatro, albergando la central la sede del Centro de las Artes Ciudad de Getafe y la de la derecha, de la Agencia de Desarrollo Local.

### Teatro Federico García Lorca
De las tres naves recuperadas de la antigua fábrica de harinas, la que levantó una mayor expectación entre los getafenses, fue el Teatro Auditorio Federico García Lorca es una teatro a la italiana, con forma de herradura y con una capacidad de 700 personas distribuidas en el patio de butacas, las dos plateas y los dos anfiteatros. Las pinturas del interior del Teatro salieron de la brocha del pintor asturiano, Luis Vigil y en ellas están representados algunos de los personajes y escenas más característicos de la obra y la vida del poeta, dramaturgo y prosista español, Federico García Lorca.
En la bóveda del centro, hay ocho paneles formando un círculo en los que aparecen: un torero (Sánchez Mejías); Arlequines y pierrots (en referencia a la llamada Comedia del Arte, realizada con títeres); una maja, alegoría de la mujer española y Talía, musa de la comedia; San Miguel expulsando a los diablos (extraído del Romancero Gitano); un marinero (Poeta en Nueva York); y una Piedad, en referencia a la Semana Santa de Andalucía.
Por otra parte, en el frontis, destacan dos paneles rectangulares. Por un lado, en uno de ellos, se representa al Minotauro con rascacielos al fondo y tres marineros conversando entre sí, todo ello símbolo del predominio de lo animal sobre lo racional; entre los personajes hay una figura religiosa y, finalmente, una granada, en alusión a la ciudad que vio nacer al poeta. Por otro lado, en el otro panel, aparecen caballos y arlequines como referencia a algunas de las obras de teatro de Lorca; la musa de la tragedia Melpómene porta una espada mientras cabalga en un caballo blanco, todo ello iluminado por la Luna y con un ángel contemplando la escena.

## Historia
En 1914, el ingeniero Hilario de Francisco Cifuentes, natural de Getafe, había desarrollado su carrera profesional en Cádiz, donde dirigió la llegada de la red eléctrica a los pueblos de la sierra. Eligió el municipio de Bornos para vivir y allí fue donde abrió su primera fábrica de harinas. Unos años después, en 1920, decidió montar otra fábrica en su pueblo natal, Getafe. La factoría estaba compuesta por tres naves o edificios anexos, todo ellos de forma rectangular. Mientras que en la nave central se instalaron las maquinarias fue en las dos laterales donde se guardaban el trigo y la harina. La fábrica permaneció abierta hasta 1950. Años más tarde, el ayuntamiento decidió comprar el inmueble y en 1997, fue transformado, gracias al arquitecto José María Pérez, Peridis, en un teatro. El 29 de mayo de 1998 el Teatro Federico García Lorca fue inaugurado.
Posteriormente, en 2004, se creó la Fundación Antonio Gades con el objetivo de velar por el mantenimiento, el cuidado y la difusión de la obra del coreógrafo y bailarín español Antonio Gades, y su sede se albergó en el teatro.
El 18 de febrero de 2005 se inauguró oficialmente el Centro UNESCO Getafe-Madrid en una de las plantas del edificio destinado a la Delegación de Cultura, que integra a su vez el propio Teatro Federico García Lorca y forman todo un conjunto arquitectónico, con la asistencia de diversas personalidades de la política cultural como la ministra de Medio Ambiente Cristina Narbona, la secretaria de Estado de Cooperación Internacional Leire Pajín, el alcalde de Getafe Pedro Castro, el presidente de la Comisión Española de Cooperación con la UNESCO Luis Ramallo, el Ex director general de la Unesco y Presidente de la Fundación Cultura y Paz Federico Mayor Zaragoza, el Secretario General de la Unesco en España Antonio Mesa y el presidente del Centro Unesco Martín Sánchez González.